# Polmone umano

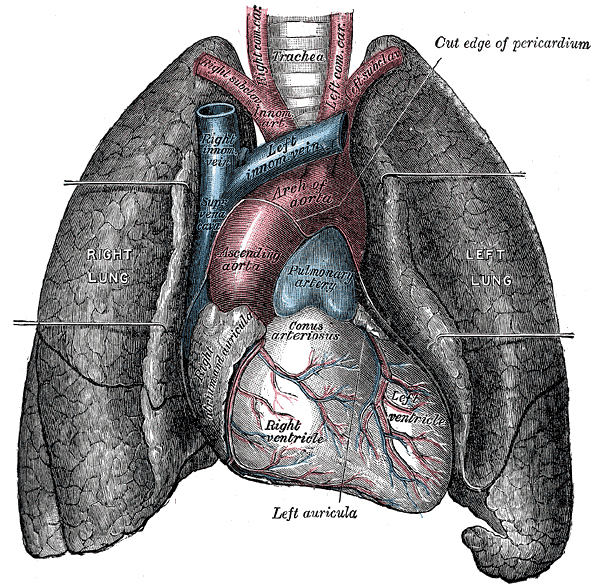
Polmoni, cuore e grandi vasi

Il polmone umano è un organo del corpo umano, posizionato in numero di due dentro la gabbia toracica e protetto, quindi, dalle coste. Il polmone ha grosso modo la forma di un cono e il suo peso, molto variabile in ogni individuo, è in media 680 g per il polmone destro e 620 g per il polmone sinistro nel maschio adulto, nella femmina adulta si parla di un peso di circa 625-650 g per il polmone destro e 580-600 g per il polmone sinistro. Sempre nel maschio i polmoni, in media distensione, hanno un diametro verticale massimo di 25–26 cm, un diametro sagittale alla base di 16 cm, un diametro trasverso alla base di 10–11 cm a destra e 7–8 cm a sinistra. I valori nella femmina adulta sono: 22-23 cm di diametro massimo verticale, un diametro saggittale alla base di 12-13 cm, un diametro traverso alla base di 8-9 cm a destra e 6-7 cm a sinistra. Nei polmoni avvengono gli scambi gassosi fra aria e sangue o ematosi e hanno quindi il ruolo di permettere l'ossigenazione del sangue e l'espulsione dell'anidride carbonica.
La superficie dei polmoni si presenta suddivisa in aree poligonali contornate da linee che presentano un colorito più scuro: le aree rappresentano i lobuli più periferici, mentre il contorno pigmentato corrisponde al connettivo dove si depositano particelle di pigmento responsabili della colorazione dei polmoni. Prima della nascita, infatti, il polmone è rosso, nel bambino diventa roseo, nell'adulto grigio biancasto e nell'anziano grigio ardesia. Il cambio di colore è dovuto all'accumulo di pigmento, soprattutto carbone, che viene fagocitato da macrofagi e depositato nel connettivo interstiziale intorno ai vasi.
Ogni polmone è rivestito da una membrana sierosa, la pleura formata da due foglietti: uno addossato al polmone stesso e l'altro alla parete toracica. Nello spazio fra i due foglietti che contiene un velo di liquido, esiste una pressione negativa che permette ai polmoni di espandersi durante l'inspirazione. Sempre all'interno della gabbia toracica i due polmoni delimitano uno spazio mediano, il mediastino che contiene il sacco pericardico con il cuore, il timo, i grossi vasi, parte dell'esofago, la trachea e i bronchi.
Il volume dei polmoni nel cadavere è di 1.600 e 1.300 cm³ rispettivamente nel maschio e nella femmina. La quantità di aria che può essere contenuta viene chiamata capacità polmonare e cambia in base alle fasi della respirazione. Nel vivente in un'inspirazione normale i polmoni possono contenere dai 3.400 ai 3.700 cm³ di aria che possono arrivare a 5.000-6.000 cm³ in un'inspirazione forzata. L'aria respiratoria, che corrisponde all'aria che viene inalata ed emessa con un'inspirazione ed espirazione ordinaria è di circa 500 cm³.
In condizioni normali i polmoni sono ripieni di aria e presentano un peso specifico di 0,49, a differenza di un polmone che non ha mai respirato che ha un peso specifico di 1,068. Un polmone quindi, se immerso in acqua, galleggia se pieno d'aria mentre affonda se non ne contiene. Questo dato è molto importante in medicina legale perché consente di discriminare tra un corpo morto annegato o buttato in acqua dopo la morte (nel secondo caso il polmone galleggia).
Il polmone che ha respirato, inoltre, se compresso produce un caratteristico crepitio, simile a quello prodotto quando si calpesta la neve, dovuto all'uscita dell'aria e alla rottura delle pareti alveolari.

## Derivazione embriologica

### Primo abbozzo respiratorio e sviluppo dei bronchi
I polmoni, come tutto l'apparato respiratorio, traggono origine dal diverticolo laringotracheale, un'evaginazione del solco laringotracheale o (doccia) formatasi verso il 28º giorno di vita embrionale. Questo condotto si sviluppa alla fine della IV settimana ventralmente all'abbozzo faringeo e al davanti dell'esofago. Il diverticolo va poi incontro ad allungamento, si ricopre di mesenchima splancnico e nella parte distale si allarga formando un abbozzo o gemma polmonare che si biforcano dando vita ai bronchi principali. Questi si approfondiscono nel mesenchima continuando ad emettere ramificazioni generando bronchi più piccoli fino al VI mese di vita fetale.
La lamina mesodermica che delimita la cavità pleurale viene in parte invaginata nell'abbozzo polmonare diventando pleura viscerale e in parte va a rivestire la gabbia toracica formando il mesotelio della pleura parietale. In questo modo le cavità pleuriche si separano dalle cavità pericardica e peritoneale.
Cosa c'è dentro i polmoni?
I polmoni contengono piccole sacche d'aria definite alveoli. Il sangue scorre attraverso le pareti degli alveoli e preleva ossigeno dall'aria presente al loro interno. Allo stesso tempo, l'anidride carbonica lascia il sangue e passa all'interno degli alveoli, da cui può in seguito uscire durante l'espirazione.
Quale è il loro compito principale?
Il loro compito principale è quello di ricevere il sangue carico di anidride carbonica e prodotti di scarto dalla circolazione periferica e di ripulirlo: una volta ripulito il sangue viene poi inviato al cuore, da dove viene inviato a organi e tessuti.
Perché hanno quella forma?
La forma dei polmoni ricorda quella di due coni. La loro grandezza varia in base allo sviluppo dell’organismo: nei maschi adulti generalmente misurano al massimo circa 25 centimetri di lunghezza, mentre il diametro alla base è di circa 16 cm. Il polmone sinistro risulta leggermente più piccolo del destro. Nelle donne questi valori risultano solitamente inferiori. 
Il polmone destro è formato da tre lobi (superiore, medio e inferiore) separati da una fessura obliqua e da una orizzontale, mentre il polmone sinistro da due lobi (superiore e inferiore) separati da una fessura obliqua.

### Sviluppo polmonare
I polmoni, quindi, nascono da masse mesenchimali penetrate da ramificazioni dei bronchi in via di sviluppo e vasi che provengono dall'aorta. Verso il V mese di vita fetale, l'estremità dei bronchioli vengono raggiunti da rami dell'arteria polmonare e inizia la formazione degli alveoli polmonari che continua per tutta la vita intrauterina e anche dopo la nascita.
La maturazione dei polmoni viene suddivisa in quattro fasi o periodi: periodo pseudoghiandolare, periodo canalicolare, periodo del sacco terminale e periodo alveolare. Questa divisione è molto importanti nella clinica perché solo un feto con uno sviluppo polmonare tale da permettere la respirazione può sopravvivere fuori dal grembo materno. In questo contesto quindi solo un feto che ha raggiunto la fase del sacco terminale e abbia un'adeguata produzione di surfactante può respirare, anche se non sono escluse eccezioni in cui nati durante il periodo canalicolare possono sopravvivere in terapia intensiva.

#### Periodo pseudoghiandolare
Il periodo pesudoghiandolare va dalla 6ª alla 16ª settimana e in questa fase il polmone somiglia ad una ghiandola esocrina e le sue porzioni terminali sono rivestite da un epitelio cubico. Alla 16ª settimana si sono formate tutte le strutture principali dei polmoni, ma non quelle implicate negli scambi gassosi, impedendo ai feti che nascono in questo stadio di sopravvivere. Dal momento che le parti craniali maturano prima di quelle caudali, si sovrappone al periodo successivo.

#### Periodo canalicolare
Il periodo canalicolare va dalla 16ª alla 26ª settimana e, dal momento che le parti craniali maturano prima di quelle caudali, si sovrappone al periodo precedente. In questa fase bronchi e bronchioli terminali aumentano il loro lume e il tessuto polmonare si vascolarizza ampiamente. Alla 24ª settimana ogni bronchiolo terminale ha dato origine a più bronchioli respiratori che formeranno, dividendosi, i dotto alveolari primordiali. La ricca vascolarizzazione e la formazione di alcuni sacchi terminali a parete sottile permette la respirazione alla fine di questo periodo. Spesso, però, la terapia intensiva può non bastare per via della formazione incompleta non solo dell'apparato respiratorio, ma anche di tutti gli altri. In questo stadio è individuabile in epitelio cilindrico cigliato.

#### Periodo del sacco terminale
Il periodo del sacco terminale va dalla 26ª settimana alla nascita e in questa fase si assiste alla formazione di moltissimi sacchi terminali e all'assottigliamento della loro parete. I capillari sporgono negli alveoli in via di sviluppo e, quindi, i contatti tra cellule epiteliali ed endoteliali si fa più intimo andando a costituire la barriera sangue-aria che permette gli scambi gassosi. All'inizio del periodo i sacchi sono rivestiti dai pneumociti di I tipo e di II tipo che producono il surfactante indispensabile per la respirazione. La produzione di surfactante inizia alla 20ª settimana, ma servono almeno sei settimane perché la quantità sia sufficiente a garantire la respirazione. Sono infatti la quantità di surfactante e l'adeguata vascolarizzazione che permettono o meno ad prematuro di sopravvivere.
Questa fase è in sovrapposizione con la successiva poiché già alla 32ª settimana (8 mesi circa) sono presenti strutture simili agli alveoli per via dell'epitelio di rivestimento ormai sottilissimo di alcuni sacchi terminali. Il tessuto di rivestimento in questo stadio passa da cubico a pavimentoso.

#### Periodo alveolare
Il periodo alveolare va circa dalla 32ª settimana a 8 anni e si sovrappone al periodo precedente. Già alla 32ª settimana alcuni sacchi terminali hanno subito un assottigliamento della parete e si sono sviluppati in alveoli. Nonostante questo, circa il 95% degli alveoli maturi si formano dopo la nascita. All'inizio di questa fase i bronchiolo respiratorio termina in un gruppo di sacculi alveolari dalle sottilissime pareti separati da tessuto connettivo lasso che formeranno i futuri dotti alveolari.
Dopo la nascita gli alveoli primordiali si ingrandiscono insieme all'espansione dei polmoni dovuta all'aumento del numero di bronchioli. Entro il 3º anno di vita avviene lo sviluppo completo degli alveoli che, però, possono continuare a formarsi fino all'8º anno. Una volta che un alveolo è diventato maturo non può più dare vita a nuovi alveoli, capacità che è invece insita in quelli immaturi nei quali si possono formare dei setti secondari di tessuto connettivo che suddividono l'alveolo primordiale. I passaggio da alveolo immaturo a maturo è segnato dall'aumento di dimensioni.
La moltiplicazione degli alveoli e dei capillari polmonari che avviene dopo la nascita permette un aumento esponenziale della superficie aria-sangue.
Alla nascita, in un polmone di un bambino nato a termine, sono presenti circa la metà degli alveoli dell'adulto, cioè 150 milioni. Fra i 3 e gli 8 anni di età si completa lo sviluppo con un numero di circa 300 milioni.

### Respirazione fetale
Durante la vita intrauterina avvengono movimenti respiratori con una forza sufficiente da aspirare il liquido amniotico nei polmoni. Questa "respirazione" è intermittente e di notevole importanza per lo sviluppo dei polmoni e prepara il feto alla respirazione autonoma che dovrà affrontare appena nato. Con l'avvicinarsi del parto i movimenti respiratori aumentano per preparare i muscoli respiratori. Al momento della nascita i polmoni sono pieni per metà di liquido che durante i primi movimenti respiratori extrauterini si scambia con l'aria inspirata evacuando da bocca, naso, vasi sanguigni e linfatici.

## Disposizione e rapporti

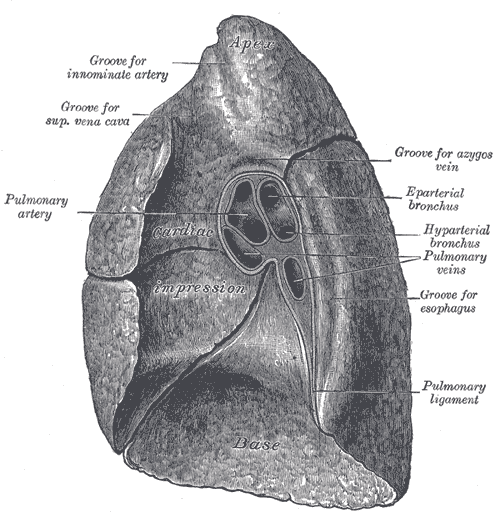
Faccia mediale del polmone destro

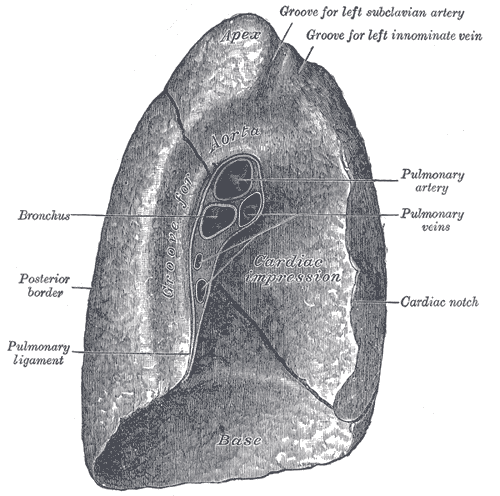
Faccia mediale del polmone sinistro

Il polmone si può identificare come un cono tagliato longitudinalmente e vi si distinguono una base, un apice, una faccia laterale, una faccia mediale e tre margini.
La base o faccia diaframmatica si modella sulla convessità del diaframma e presenta quindi una forma semilunare. Con l'interposizione del diaframma si mette in rapporto con gli organi addominali (lobo destro e sinistro del fegato, stomaco, milza, ghiandola surrenale e polo superiore del rene). A sinistra la base è formata quasi esclusivamente dal lobo inferiore, mentre a destra partecipa anche il lobo medio.
La faccia laterale o costovertebrale è convessa, corrisponde alla gabbia toracica (quindi coste e spazi intercostali) ed è la più estesa delle due facce. Postero-superiormente presenta le impronti costali mentre attraverso la cavità pleurica si mette in rapporto con la pleura parietale.
La faccia mediale o mediastinica è concava e tesa fra il margine anteriore e posteriore. In mezzo presenta un'area infossata, l'ilo del polmone attraverso il quale penetrano nell'organo i bronchi, i vasi e i nervi. Nel polmone destro ha una forma rettangolare, mentre a sinistra presenta una forma di racchetta con il manico rivolto verso il basso. Nell'ilo avviene la riflessione della pleura parietale in quella viscerale che si prolunga dal peduncolo polmonare al diaframma formando il legamento triangolare o legamento polmonare che individua una zona preilare e retroilare nella faccia mediale stessa. Davanti e sotto l'ilo è presente anche la fossa cardiaca, più marcata nel polmone sinistro, dove trova posto il cuore.
L'apice del polmone è la regione che si trova sopra al margine superiore della 2ª costa ed ha la forma di cono arrotondato. È in rapporto con l'arteria succlavia (che vi lascia un'impronta), l'arteria toracica interna, l'arteria intercostale suprema e il ganglio cervicale inferiore del simpatico.
Il margine anteriore e il margine posteriore cominciano in alto dall'apice e si portano in basso dividendo la faccia mediale da quella laterale. Il margine inferiore separa le facce laterale e mediale dalla base e nella continuazione con il margine anteriore è presente una piccola sporgenza detta lingula che ricopre l'apice del cuore.

### Proiezioni toraciche del polmone

Posizione dei polmoni all'interno del torace

Le proiezioni toraciche del polmone sono una serie di punti di riferimento presi sulla gabbia toracica che permettono di individuare con esattezza la forma e la posizione del polmone e delle sue scissure all'interno della gabbia toracica. Proprio per questo rivestono grande importanza in semeiotica. Si è soliti descrivere le proiezioni del margine anteriore ed inferiore del polmone oltre che dell'incisura cardiaca e delle scissure polmonari.
Il margine anteriore, poggiato sulla superficie posteriore dello sterno, segue una linea che, partendo dall'articolazione clavicolo-sternale, si porta obliqua in basso e medialmente verso l'articolazione manubrio-sternale nei pressi della linea mediosternale. Di qui scende sul corpo dello sterno mantenendosi parallelo alla linea mediosternale fino all'altezza della IV Costa. Da qui il margine anteriore del polmone destro prosegue inferiormente fino all'altezza dell'articolazione xifo-sternale, dove si continua nel margine inferiore del polmone, mentre quello del polmone di sinistra trapassa nell'incisura cardiaca.

Il margine inferiore del polmone si inserisce nello spazio compreso tra la superficie toracica della cupola diaframmatica e la superficie interna della cavità toracica. Segue una linea che, partendo dal processo spinoso della X Vertebra Toracica si porta lateralmente, pressoché orizzontale, incrociando la X Costa sulla linea scapolare. Quindi si porta lateralmente incrociando l'VII Costa sulla linea ascellare media e risale anteriormente, incrociando sulla linea emiclaveare il margine superiore della VI Costa. Da qui il margine inferiore del polmone destro prosegue verso l'articolazione xifo-sternale, dove si continua nel margine anteriore del polmone, mentre quello di sinistra trapassa, sulla linea parasternale, nell'incisura cardiaca.
L'incisura cardiaca, a concavità rivolta medialmente, segue il margine inferiore della IV Costa fino a raggiungere la linea parasternale. Di qui scende verticalmente seguendo la stessa linea, incrociando la V Costa ed il margine superiore della VI Costa, dove si continua nel margine inferiore del polmone. Lo spazio compreso tra la linea mediosternale e l'incisura cardiaca delimita l'aia nuda del cuore.
La scissura principale segue una linea che, partendo dall'ilo polmonare, si porta posteriormente e superiormente, raggiungendo il margine posteriore del polmone all'altezza del processo spinoso della III Vertebra toracica. Di qui si porta lateralmente ed inferiormente verso il margine mediale della spina della scapola, incontrando poi la V Costa sulla linea ascellare media. Quindi, raggiunto il margine superiore della VI Costa sulla linea emiclaveare, incide il margine inferiore e si porta nuovamente all'ilo polmonare.

La scissura secondaria, presente nel solo polmone di destra, segue una linea che, a partire dalla scissura principale nel IV spazio intercostale, si porta anteriormente mantenendosi orizzontale fino ad incontrare il margine inferiore della IV costa sulla linea margino-sternale.

### Cambiamenti durante la respirazione
L'espansione dei polmoni avviene soprattutto in senso verticale per l'alzarsi e l'abbassarsi del diaframma per l'ampiezza del seno pleurale costodiaframmatico. Il margine inferiore, quindi, è quello che cambia di più posizione nell'atto respiratorio. A livello della linea ascellare media il margine si abbassa di 3–4 cm rispetto allo stadio di media distensione senza mai avvicinarsi di più di 5–6 cm al margine pleurale inferiore.

## Struttura

Immagine che mostra la struttura dell'albero bronchiale all'interno dei polmoni

Da organo pieno quale è il polmone presenta un parenchima interno suddiviso in numerose parti da setti di tessuto connettivo che, in parte, provengono dal rivestimento sieroso che lo ricopre: la pleura viscerale (il secondo foglietto della pleura, la pleura parietale è un continuo con la controparte viscerale, ma è adesa alla gabbia toracica e quindi non partecipa al rivestimento polmonare o all'invio di setti all'interno del polmone). I polmoni presentano all'interno anche parte dell'albero bronchiale, la parte intrapolmonare, mentre il resto è completamente costituito da parenchima (vedi anche Struttura dei bronchi).
In particolare, il parenchima polmonare è formato dall'insieme di numerosi lobuli, cioè territori indipendenti delimitati da connettivo e formati a loro volta dalla più piccola unità di cui sono formati i polmoni: gli acini polmonari. All'interno dei lobuli sono comprese anche le ramificazioni terminali dei bronchi, che non fanno parte dell'albero bronchiale propriamente detto.

### Suddivisione e albero bronchiale
I polmoni si trovano suddivisi in lobi, zone, lobuli e acini.

#### Lobi e scissure

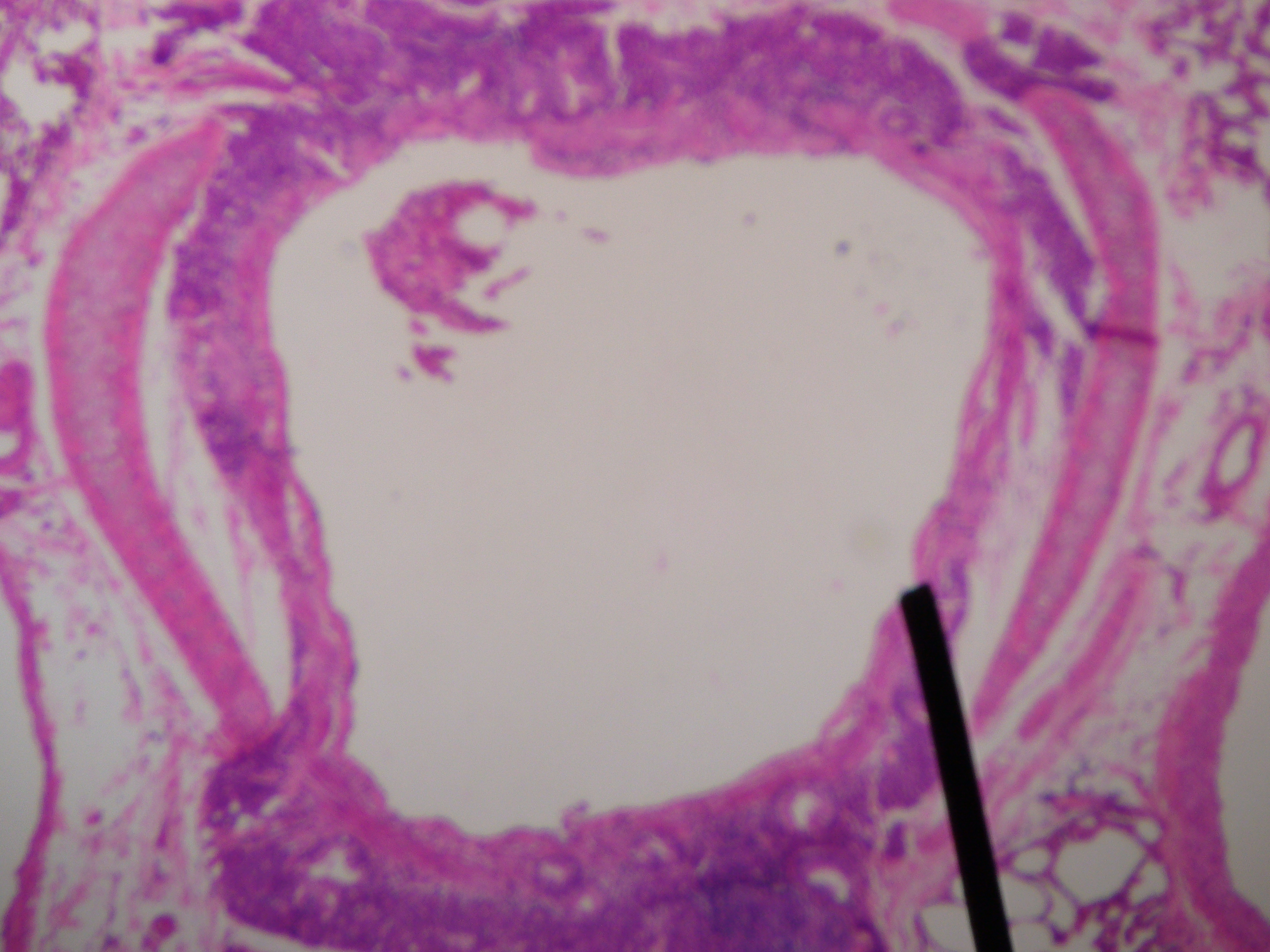
Vetrino al microscopio ottico che mostra la struttura di un bronco

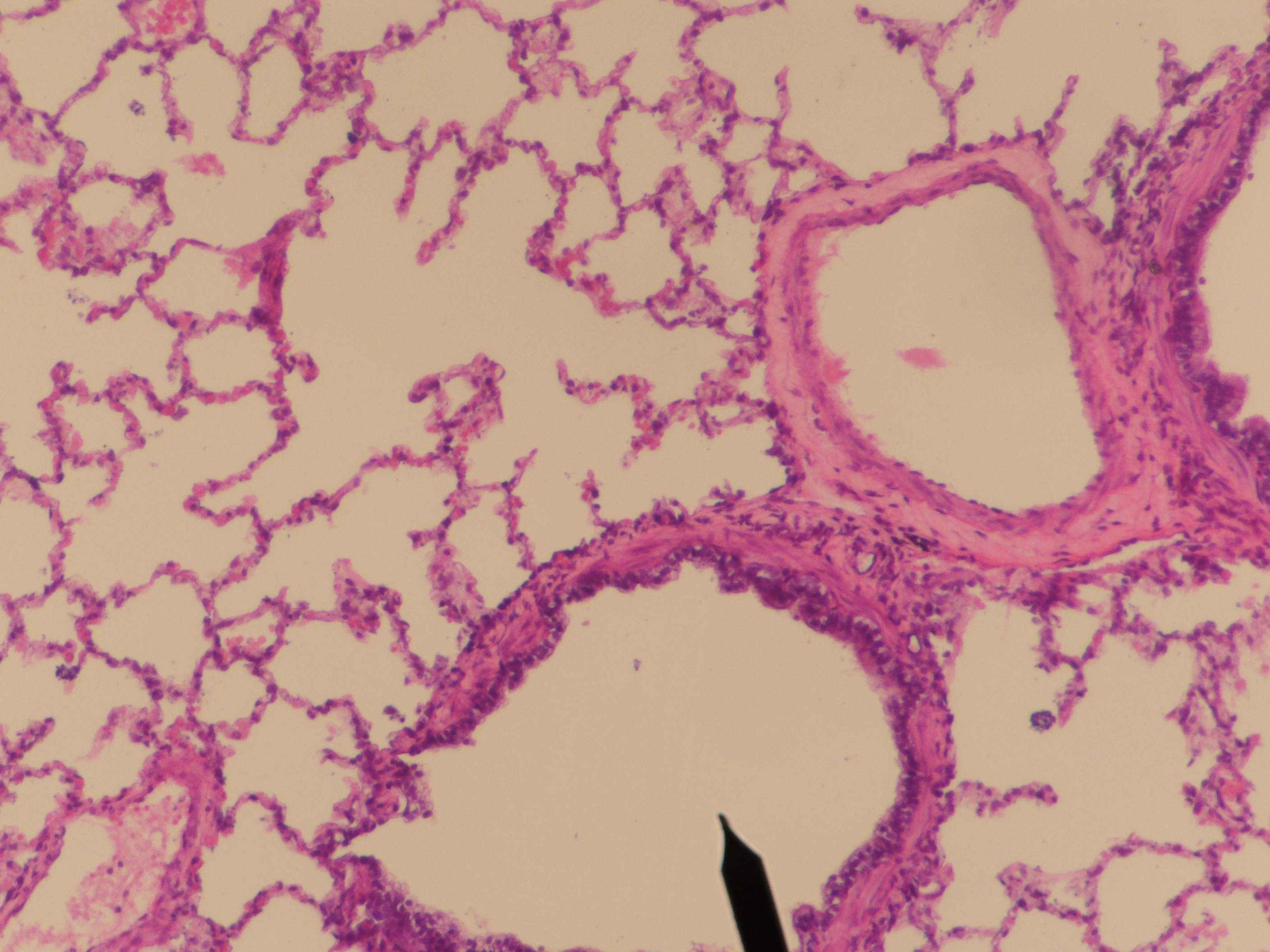
Vetrino al microscopio ottico che mostra la struttura di due bronchioli e degli alveoli polmonari

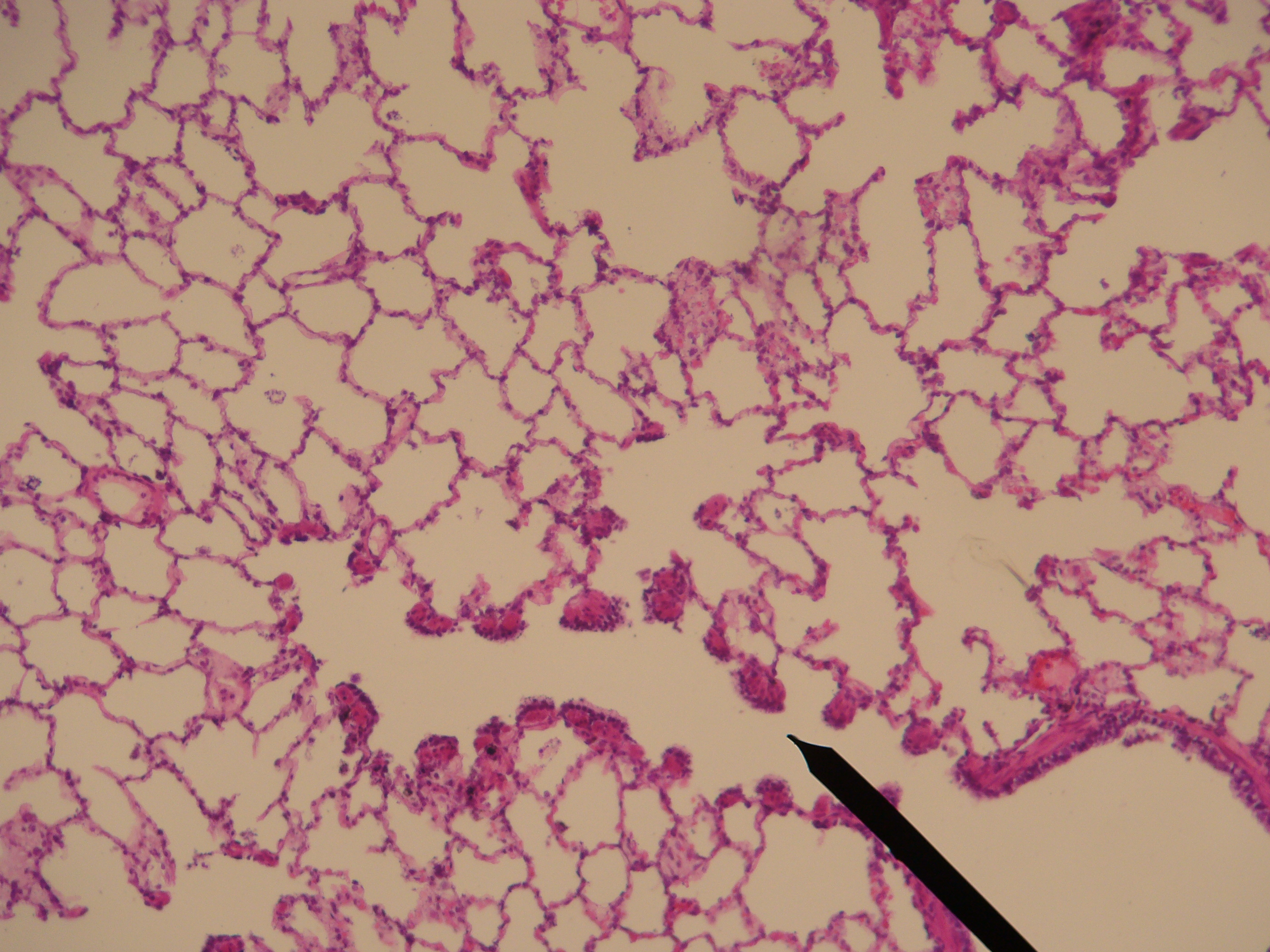
Vetrino al microscopio ottico che mostra la struttura degli alveoli polmonari

Il primo grado in cui si trovano suddivisi i polmoni sono i lobi. I lobi risultano essere strutture indipendenti sia dal punto di vista anatomico che funzionale, possedendo una vascolarizzazione e una ventilazione propria. I lobi sono due nel polmone sinistro e tre in quello destro separati da scissure. Le scissure si approfondano fino all'ilo e dividono completamente i lobi tra di loro. Nel polmone sinistro ne è presente solo una, la scissura principale simile a quella presente nel destro che lo divide in due lobi: superiore e inferiore. Nell'altro polmone le scissure sono, invece, due:
- la scissura principale (o scissura obliqua): origina nella parte superiore dell'ilo, si dirige in alto e indietro, oltrepassa il margine posteriore, attraversa la faccia laterale, si porta obliquamente in basso fino alla base per attraversarla per poi passare nella faccia mediale e terminale nell'ilo[14];
- la scissura secondaria (o orizzontale): si stacca da quella principale sulla faccia laterale che attraversa orizzontalmente per oltrepassare poi il margine anteriore, decorre obliquo verso l'alto e terminare nell'ilo dopo aver percorso la faccia mediale[14].

I lobi sono raggiunti da bronchi di primo ordine o bronchi lobari rami diretti del bronco principale. Esistono, quindi, tre bronchi di prim'ordine destri e 2 bronchi di prim'ordine sinistri.

#### Zone
I lobi sono gli unici elementi fisicamente separati. Una suddivisione successiva permette di distinguere all'interno dei lobi di zone o segmenti polmonari. Le zone, delimitate da setti di connettivo e contigue fra loro, sono definite come territori parti di un lobo che presentano un'indipendenza rispetto alle parti vicine per la presenza di un ramo dell'arteria polmonare, di un bronco e di una rete venosa (facente parte della circolazione polmonare). Le zone sono 10 ed hanno un significato rilevante soprattutto nella chirurgia poiché l'individuazione di zone ancora più piccole indipendenti per irrorazione sanguigna e ventilazione permette, in caso di asportazioni, di sacrificare il meno possibile del polmone e limitando la perdita di superficie respiratoria funzionale.
Le zone sono raggiunte da bronchi di secondo ordine o bronchi zonali o bronchi segmentali, rami dei bronchi di primo ordine.

#### Lobuli e acini
Le zone sono composte da centinaia di territori indipendenti, i lobuli, collegati fra loro tramite connettivo interstiziale. Ognuno di essi ha un volume di circa 0,5 cm³; quelli profondi sono di forma poliedrica, mentre quelli superficiali sono piramidali con la base rivolta verso l'esterno e riconoscibili per via del connettivo interlobulare pigmentato. Ogni lobulo è poi formato da 10-15 acini polmonari, le unità elementari dell'apparato respiratorio a cui fanno capo le ramificazioni terminali dei bronchi.
I bronchi zonali si dividono nel connettivo presente fra i lobuli in bronchi lobulari che a loro volta si suddividono in bronchioli intralobulari che terminano come bronchioli terminali per la ventilazione degli acini.

### Parenchima polmonare
Il parenchima polmonare è tutta la regione dei polmoni intorno all'albero bronchiale ed è formato dall'insieme di tutti i lobuli polmonari. Ogni bronco lobulare si ramifica in bronchioli lobulari che terminano dividendosi in bronchioli terminali o bronchioli minimi. Questi bronchioli formano ciascuno un acino. Negli acini ogni bronchiolo terminale dà origine a due bronchioli respiratori (detti anche bronchioli alveolari) che presentano sul loro decorso gli alveoli, cioè delle estroflessioni emisferiche, che aumentano in numero verso l'estremità distale. I bronchioli respiratori terminano suddividendosi in condotti alveolari, in numero da 2 a 10, che presentano una parete completamente formata da alveoli. Tali condotti, infine, si diramano in condotti dilatati e a fondo cieco che presentano ancora alveoli. Questi condotti rappresentano la parte terminale delle vie respiratorie e prendono il nome di infundiboli o sacchi alveolari.

### Pleure
Le pleure sono membrane sierose che avvolgono separatamente ciascun polmone. Ogni pleura è costituita da due foglietti, viscerale e parietale, che continuano l'un l'altro a livello dell'ilo formando quindi una cavità chiusa, la cavità pleurale, ripiena di liquido pleurico fondamentale per la respirazione. La pleura viscerale costituisce la tonaca sierosa del polmone.
All'interno della cavità pleurica si formando dei recessi, i seni pleurici che contengono diversi centimetri cubici di liquido e rappresentano lo spazio per l'espansione dei polmoni.

## Vascolarizzazione ed innervazione

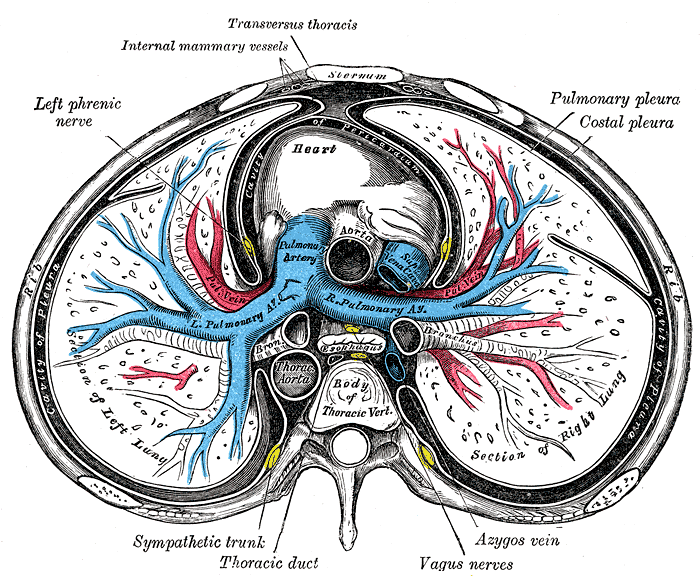
Sezione del torace che mostra l'ingresso dei vasi e dei bronchi nei polmoni

Tutti i vasi e i nervi hanno la caratteristica di seguire le ramificazioni dell'albero bronchiale sia per la direzione sia per la dimensione dei vari rami e collaterali.

### Vascolarizzazione sanguigna
Nei polmoni sono presenti due sistemi vascolari appartenenti l'uno alla piccola circolazione e l'altro alla grande circolazione. Questi due sistemi non sono indipendenti ma presentano numerose piccole anastomosi dei vasi più piccoli.

#### Piccola circolazione
La piccola circolazione o sistema funzionale (per quanto concerne i polmoni) è formata dai vasi polmonari: le due arterie polmonari, rami del tronco polmonare che nasce dal ventricolo destro, e le vene polmonari, in numero di due per ciascun polmone, che nascono dall'unione delle venule e sfociano poi nell'atrio sinistro del cuore. Nelle vene polmonari sfociano anche alcune venule che derivano dai vasi bronchiali dei bronchi più piccoli generando uno shunt che può influire sulla quantità di sangue non ossigenato che torna al cuore.
In questa circolazione il sangue circola in senso "contrario" a quello della grande circolazione: il sangue poco ossigenato attraverso le arterie polmonari si dirige verso i polmoni, mentre quello ossigenato è diretto verso il cuore attraverso le vene polmonari. Nelle arterie, quindi, circola sangue venoso, mentre nelle vene sangue arterioso.
Questa particolarità, naturalmente, è ristretta solo alla piccola circolazione il cui ruolo è proprio quello di portare il sangue povero di ossigeno ai polmoni perché venga ricaricato tramite la respirazione. Non è deputato, invece, al trasporto di nutrienti.

#### Grande circolazione
I vasi della grande circolazione o sistema nutritizio sono quelli che portano i nutrienti ai polmoni. Questo è formato dai vasi bronchiali: le tre arterie bronchiali che nascono dall'aorta toracica (due per il polmone sinistro e una per il destro) le cui ramificazioni all'interno dei polmoni vanno a formare due reti capillari (una superficiale per la mucosa e una profonda per muscoli e ghiandole) e le vene bronchiali che nascono dall'unione delle venule dei bronchi più grossi e sboccano poi nelle vene azigos e emiazygos.

### Vascolarizzazione linfatica
I vasi linfatici dei polmoni formano due reti che fanno entrambe capo ai linfonodi dell'ilo e del peduncolo: una superficiale che si trova sotto la pleura e una rete profonda per il drenaggio della parete dei bronchi e dei vasi che attraversa diversi piccoli linfonodi che, diversamente da altri organi, non sono semplici noduli linfatici ma veri e propri linfonodi. I linfonodi a cui fanno capo, fanno parte dei linfonodi bronchiali che presentano un colorito più scuro per lo stesso deposito di pigmento che riguarda i setti interalveolari.

### Circolazione fetale: la circolazione polmonare

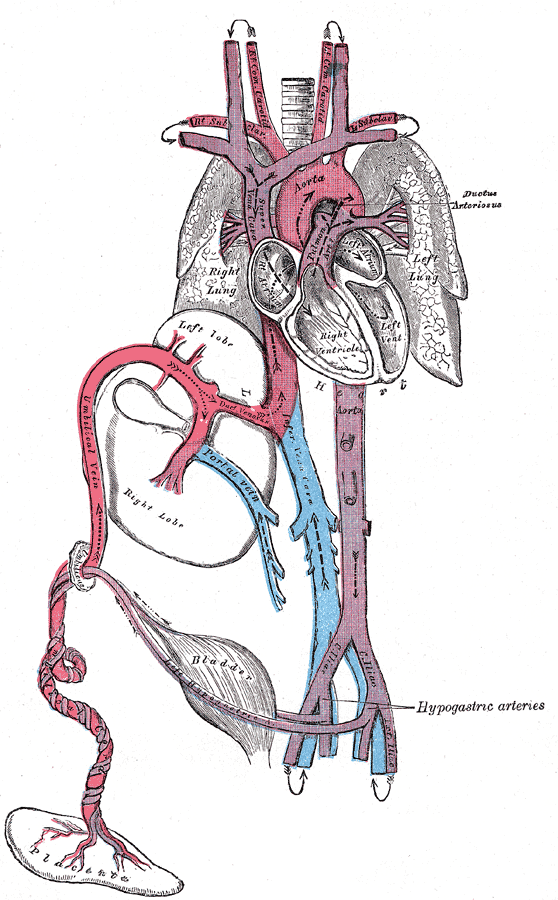
Circolazione fetale

Il sistema cardiovascolare fetale è diverso da quello del neonato (o in generale della vita extrauterina) poiché i bisogni metabolici sono diversi e anche il funzionamento degli apparati stessi non è ancora completo attivo. Nella circolazione fetale la differenza fra sistema arterioso e venoso non sono così marcate come dopo la nascita e non è ancora presente la suddivisione tra piccola e grande circolazione. Il feto non respira con i suoi polmoni, ma riceve sangue ossigenato dalla madre tramite la placenta. Questo sangue, dopo essersi immesso nella vena cava inferiore ed essersi mescolato con il sangue refluo da arti inferiore, pelvi e addome, entra nell'atrio destro del cuore. Da qui poi passa sia nell'atrio sinistro (operazione non permessa nella normale circolazione neonatale) per andare nel ventricolo sinistro e poi nell'aorta sia nel ventricolo destro dove si mescola con il sangue refluo proveniente dalla vena cava superiore. Dal ventricolo destro il sangue si impegna nel tronco polmonare, ma solo 10% di esso arriverà ai polmoni. Il resto si impegna in una struttura presente solo nel feto (salvo diverse patologie), il dotto arterioso di Botallo, un vaso che collega tronco polmonare e aorta e che protegge i polmoni da sovraccarico respiratorio.
Al momento della nascita la prima respirazione causa un'aerazione dei polmoni che porta ad una caduta della resistenza vascolare polmonare, un assottigliamento della parete delle arterie polmonari (dovuta allo stiramento causato dall'aumento di dimensione dei polmoni) e quindi un aumento del flusso sanguigno polmonare. Questo porta ad un inutilizzo del dotto arterioso che si chiude alla nascita. Può persistere un flusso ematico limitato dall'aorta all'arteria polmonare sinistra per 24-48 ore in un bambino nato sano e a termine: dopo 24 ore il 20% dei dotti è funzionalmente chiuso, dopo 48 ore lo è l'80% e dopo 98 ore il 100%.

### Innervazione
I nervi dei polmoni provengono dai plessi polmonari anteriore e posteriore che sono formati da rami del nervo vago (fibre broncocostrittrici e vasodilatatrici) e del simpatico toracolombare (fibre broncodilatatrici e vasocostrittrici). Durante l'inspirazione ha luogo l'azione bronco- e vasodilatatrice, mentre durante l'espirazione quella bronco- e vasocostrittrice.

## Fisiologia
I polmoni svolgono l'importante funzione della respirazione, che comporta l'ossigenazione del sangue tramite lo scambio fra anidride carbonica e ossigeno. Tale scambio è permesso dalle sottili pareti alveolari.